# Utrina
Utrina je gradsko naselje na istoku Novog Zagreba, dijelu grada Zagreba južno od rijeke Save. Nalazi se između naselja Zapruđa i Travnog. Omeđena je četirima avenijama: na sjeveru Avenijom Dubrovnik, na zapadu Ulicom SR Njemačke, na jugu Ukrajinskom ulicom te na istoku Sarajevskom ulicom. Pripada gradskoj četvrti Novi Zagreb – istok. Površina naselja je 56,7 ha, a za popisa stanovništva 2011. godine u njemu je živjelo 7.749 stanovnika. Poštanski broj je 10010.
U Utrini djeluju 1. zagrebačka gimnazija, Ugostiteljsko turističko učilište, javni bazen, osnovna škola i nekoliko vrtića. Na sjeverozapadu naselja je crkva sv. Ivana apostola i evanđelista, izgrađena u suvremenom arhitektonskom izričaju te cijela presvučena modrim keramičkim pločicama. Naselje je poznato po natkrivenoj tržnici. U Utrini je 2012. uređen najveći park za pse u Zagrebu.

## Povijest
Izgradnja gradske četvrti Utrina započinje tijekom 1960-ih, u vremenu između gradnje Mosta Slobode (1959.) i Mosta Mladosti (1974.) koji povezuju stari Zagreb s novim u jugoistočnom dijelu grada. Zapruđe je bila najstarija četvrt izgrađena na istoku Novoga Zagreba. Širenjem Zapruđa na jug, krajem šezdesetih godina, započela je izgradnja Utrina.
Na mjestu današnjih zgrada i nebodera u Utrini je nekoć rasla gusta i duboka trava, a ponegdje se pronalazila blatna i gusta močvara. Stari purgeri su taj dio nazivali „utrtom travinom” [provjeriti] jer se tu kosila trava i sušila za poljoprivredne potrebe i uzgajanje stoke seljana. Utrina je arhaična hrvatska riječ za tratinu ili općinsku livadu.

## Sport
Utrina ima suvremeni javni bazen u kojem se odvijaju plivačka natjecanja. U naselju djeluje nogometni klub NK Utrina Zagreb.

## Prometna povezanost
Utrina je sa središtem grada povezana tramvajskim i autobusnim linijama Zagrebačkog električnog tramvaja (ZET-a). Na sjeveru Utrine postaju imaju tramvajske linije 6 (Črnomerec – Sopot), 7 (Savski most – Dubrava), 14 (Mihaljevac – Zapruđe), 31 (Črnomerec – Savski most). 
Na zapadu, Ulicom Savezne Republike Njemačke prolaze autobusne linije 109 (Črnomerec – Dugave), 268 (Zagreb Glavni kolodvor – Velika Gorica), 219 (Zagreb Glavni kolodvor – Sloboština), 220 (Zagreb Glavni kolodvor – Dugave), 229 (Zagreb Glavni kolodvor – Mala Mlaka). Južnom stranom četvrti po Ukrajinskoj ulici prolazi linija 221 (Zagreb Glavni kolodvor – Travno). Na sjeveru Utrine postaja je autobusne linije 222 (Remetinec– Žitnjak). Istočnom stranom po Sarajevskoj ulici voze linije 307 (terminal Zapruđe – Strmec Bukevski) i 308 (terminal Zapruđe – Sasi).

## Galerija
- Spomenik blaženom Alojziju Stepincu
- Ukrajinska ulica na jugu naselja
- Neboderi u Utrini
- Crkva sv. Ivana apostola i evanđelista